# Ryzlink rýnský

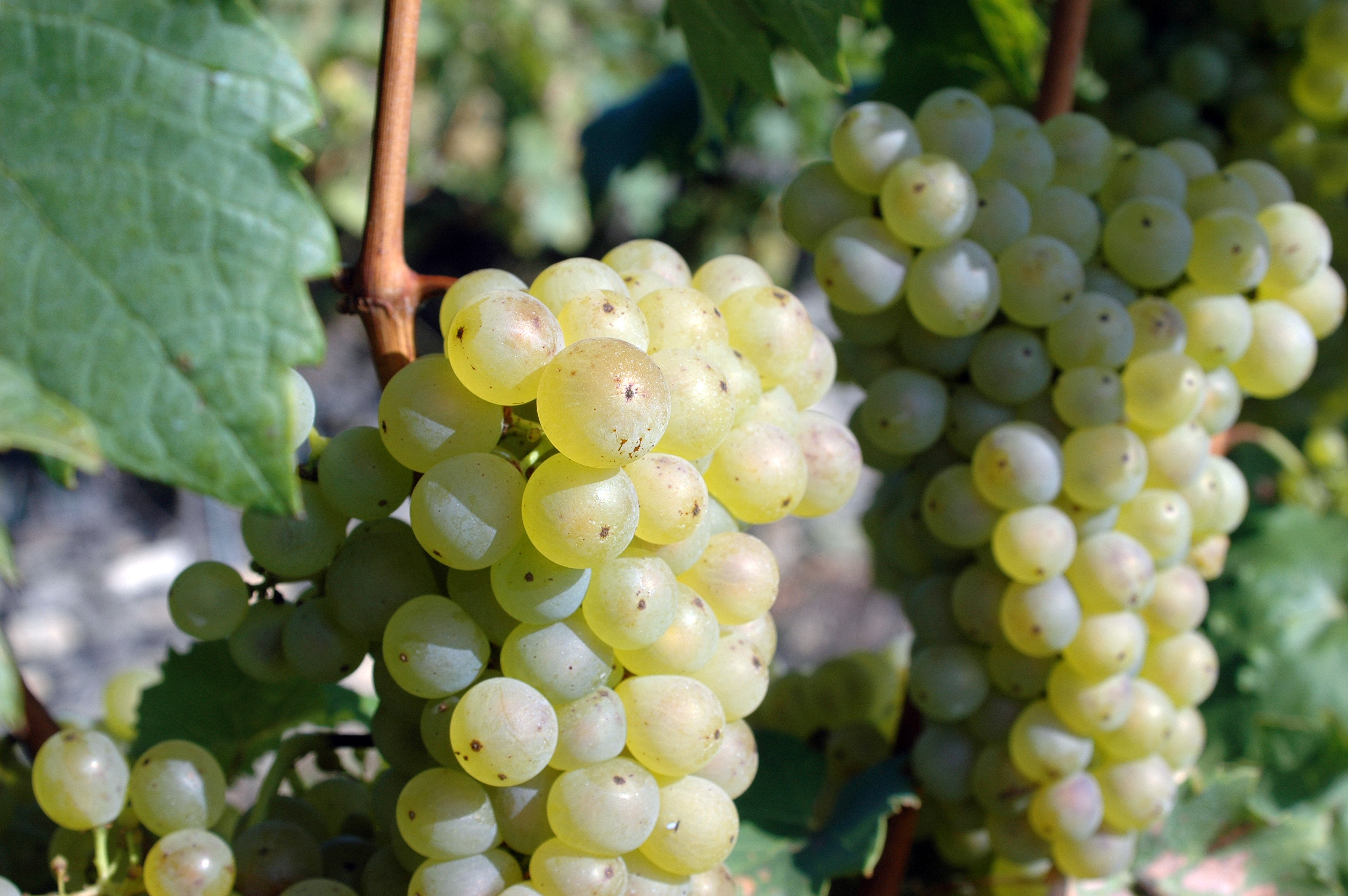
Hrozny odrůdy Ryzlink rýnský

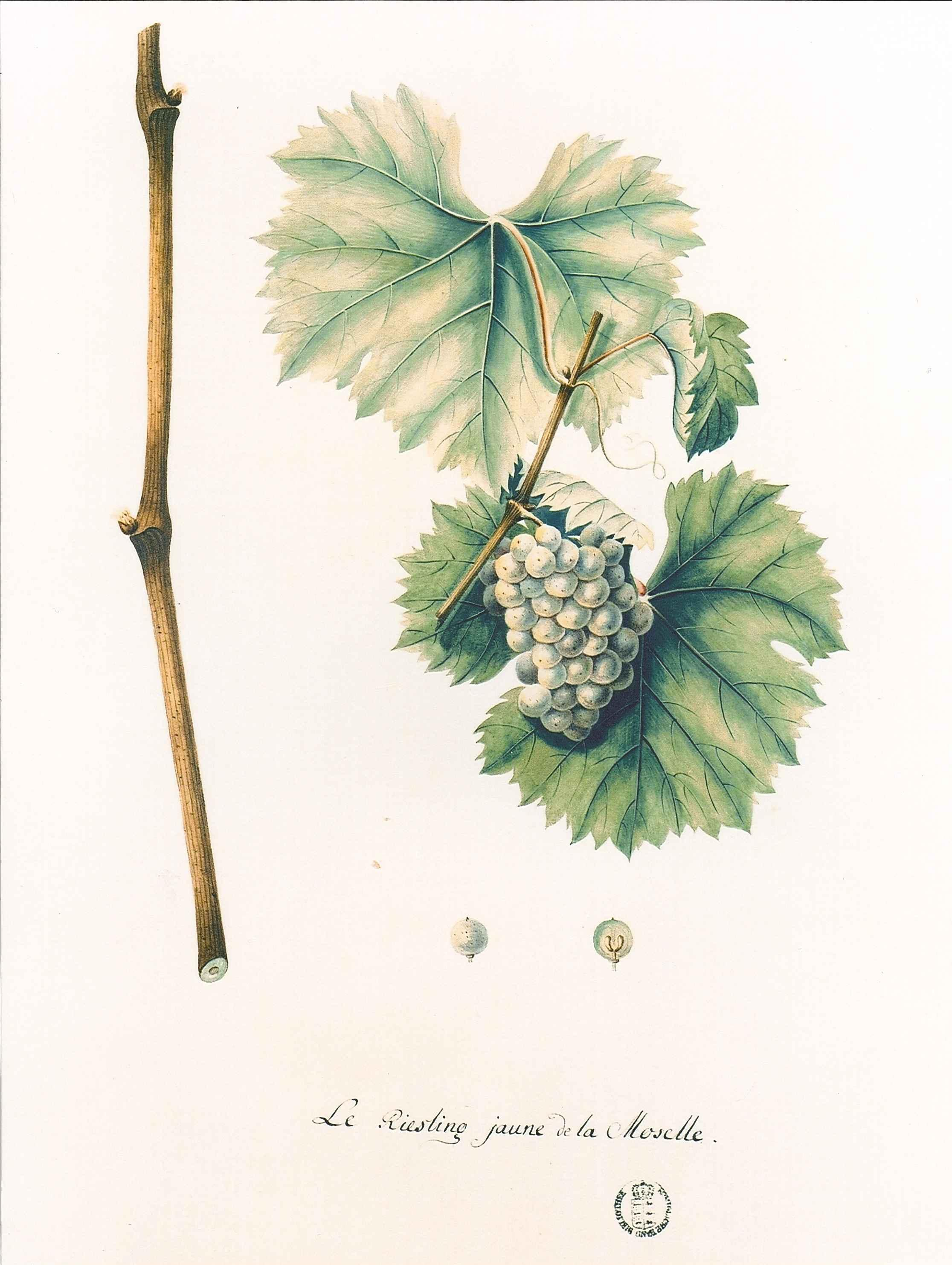
Ryzlink rýnský, ilustrace, 1830

Ryzlink rýnský (zkratka RR, německy Rheinriesling, název dle VIVC Riesling Weiss, nejčastěji nazývaný pouze Riesling) je starobylá, velmi ceněná moštová odrůda révy vinné (Vitis vinifera), určená k výrobě kvalitních bílých vín. Předpokládá se, že pochází z území dnešního Německa, konkrétně z údolí řeky Rýn. Kromě názvu „Ryzlink“ tato odrůda nemá nic společného s odrůdou Ryzlink vlašský. Dle posledních genetických výzkumů lze v rodokmenu odrůdy Ryzlink rýnský objevit odrůdy Gouais blanc (Heunisch) a Tramín červený.

## Popis

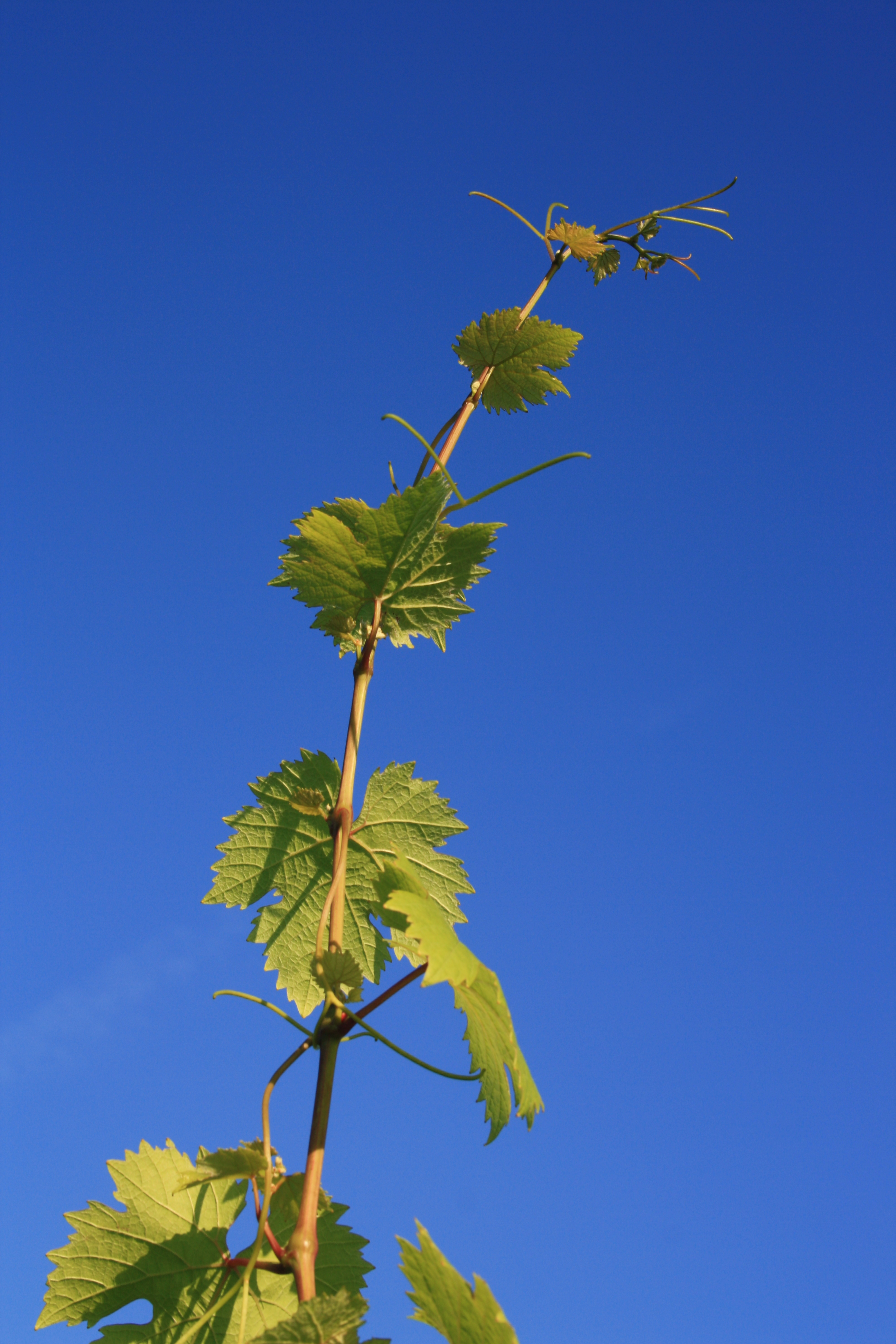
Vrcholek letorostu, Weingut H. T. Eser, Lenchen, Německo

Réva vinná (Vitis vinifera) odrůda Ryzlink rýnský je jednodomá dřevitá pnoucí liána, dorůstající v kultuře až několika metrů. Kmen tloušťky až několik centimetrů je pokryt světlou borkou, která se loupe v pruzích. Úponky révy jsou krátké až středně dlouhé, umožňují této rostlině pnout se po pevných předmětech. Růst je středně bujný až bujný, s polovzpřímenými až poléhavými letorosty. Včelka je zelenavě bělavá, výrazně ochlupená, okraje má jemně načervenalé. Vrcholek letorostu je otevřený, velmi silně bíle vlnatě ochmýřený, bělavý s bronzovým nádechem, takřka bez antokyaninové pigmentace. Internodia a nodia jsou zelená, na osluněné straně hnědočerveně pruhovaná, takřka lysá, pupeny jsou slabě až průměrně pigmentované antokyaniny. Mladé lístky jsou zelenožluté s bronzovými skvrnami, takřka bez antokyaninové pigmentace, slabě až průměrně bíle vlnatě ochmýřené. Jednoleté réví je žlutavě až kaštanově hnědé, po celé délce žlábkovitě tečkované, eliptického průřezu, raně a dobře vyzrává. Zimní pupeny jsou menší až středně velké, zahrocené.
List je středně velký, tvar čepele je pětiúhelníkový nebo okrouhlý, pětilaločnatý se středně hlubokými horními bočními výkroji, výkroje jsou otevřené, ve tvaru „U“. Vrchní strana čepele listu je středně silně puchýřnatá, zdrsnělá, zvlněná a značně tuhá, je světleji zelená, někdy má jemný bronzový nádech, spodní je středně hustě chloupkatá. Řapíkový výkroj je lyrovitý, většinou uzavřený s průsvitem, někdy otevřený, řapík je středně dlouhý, většinou kratší, než medián listu, mírně narůžovělý, stejně jako žilnatina listu v okolí napojení řapíku. Listy se na podzim barví do žluta.
Oboupohlavní pětičetné květy v hroznovitých květenstvích jsou žlutozelené, samosprašné. Plodem je malá až středně velká (11–15 mm, 1,2–1,4 g), kulatá až oválná, někdy zploštělá bobule, která je žlutozelená až zlatožlutá (vzácně se nachází též forma či mutace růžová), při přezrání hnědorezavě skvrnitá. Bobule jsou nejednotné velikosti. Slupka je pevná, středně silná, průměrně ojíněná, dužina je řídká, šťavnatá, nezbarvená, neutrální až jemně aromatické chuti, s 2–4 semeny. Stopečka bobule je krátká, obtížně oddělitelná. Na vrcholu bobule je černá tečka po blizně. Semeno je světle hnědé, hruškovitě kulovité, zobáček je krátký, tlustší. Hrozen je malý až středně velký (8–14 × 6–8 cm, 80–110 g), válcovitý až válcovitě-kuželovitý, hustý a kompaktní, někdy s dvěma křidélky, s krátkou (do 3 cm), průměrně lignifikovanou stopkou.

## Původ a rozšíření
Ryzlink rýnský je starobylá, pozdní moštová odrůda vinné révy (Vitis vinifera), pocházející z údolí horního toku Rýna. Dle výsledků genetických analýz (Ferdinand Regner, HBfWO Klosterneuburg, Rakousko) se u této odrůdy v profilu nechají vystopovat znaky tří odrůd. Pravděpodobně posledním partnerem při spontánním křížení byla odrůda Gouais blanc (Heunisch), ta dala Ryzlinku vitalitu a vysoký potenciál kyselin. Druhým partnerem byl spontánní kříženec odrůdy Tramín červený s některou z autochtonních odrůd z údolí Rýna, která má blízko k divoké révě Vitis vinifera ssp. sylvestris a mohla být z této révy vyselektována usazeným germánským obyvatelstvem, po tomto kříženci zdědil Ryzlink své kvalitativní znaky. Tramín přinesli do údolí Rýna patrně již Římané, druhá, neznámá odrůda vylepšila potenciál Ryzlinku především odolností vůči mrazu a dala mu do vínku i malý rozměr bobulí.
Pěstování Ryzlinku v oblasti horního toku Rýna je možné doložit od roku 1435 (zmíněna z Rüsselsheimu), odtud se dále šířila do údolí Mosely a do všech vinařských oblastí Německa. Zpočátku byla pěstována ve smíšených výsadbách, kde nemohly vyniknout její jedinečné vlastnosti hlavně proto, že hrozny této pozdní odrůdy bývaly sklízeny spolu s ostatními, tedy předčasně. Teprve v 18. století byl odhalen vysoký potenciál této odrůdy, víceméně náhodně. Roku 1775 přivezl kurýr do benediktinského kláštera v Johannisbergu v Porýní s velkým zpožděním povolení ke sběru hroznů od převora tohoto řádu, který sídlil ve Fuldě. Mniši v Porýní čekali trpělivě na povolení, přestože již velká část hroznů byla napadena ušlechtilou plísní šedou. Při sklizni pak zpracovali zdravé hrozny odděleně od hroznů napadených. Jaké bylo jejich překvapení, když z hroznů napadených botrytidou vznikl ten nejlepší Ryzlink.
Největší souvislé vinice o odrůdou Ryzlink rýnský jsou dnes v Německu v oblasti Mosely, ale odrůda se pěstuje na velkých plochách ve všech zdejších vinařských oblastech, roku 2007 byla vysazena na 21.722 hektarech, tedy na 22 % veškeré plochy vinic.
Dnes se RR pěstuje po celém světě a je řazen mezi nejkvalitnější odrůdy pro výrobu bílých vín. Nejvíce jsou ceněny vyšší kvalitativní třídy vín přívlastkových. Tradičními oblastmi pěstování jsou kromě Německa ještě Francie (3.480 ha roku 2007, hlavně v oblasti Alsaska a Moselle), Rakousko (roku 2007 na 1.863 ha), Lucembursko (roku 2008 na 159 ha), Austrálie (roku 2007 na 4.432 ha), ale též například Moldavsko (roku 2007 na 2.400 ha), Nový Zéland (917 ha roku 2008), USA atd., roku 1999 se Ryzlink pěstoval na cca 60.000 ha.
Ve Státní odrůdové knize České republiky je odrůda zapsána od roku 1941, od tohoto roku je zapsána též v Listině registrovaných odrůd na Slovensku. Některé prameny uvádějí, že Ryzlink k nám dovezl již Karel IV, ale pravděpodobnější je, že zde byl rozšířen řádem Svatého Benedikta v 17. století.
V České republice se pěstuje v Čechách a na jihu Moravy, v údolí kolem řek, na Bzenecku, na Znojemsku a ve Slovácké podoblasti v Podluží a v okolí Strážnice. Ryzlink tvořil kolem roku 1935 asi 13 % rozlohy všech vinic, roku 1999 asi 5 % a v roce 2010 již 7,3 % rozlohy vinic. Průměrné stáří vinic této odrůdy činilo roku 2010 asi 17 let. Na Slovensku se pěstuje na 860 ha, představujících 5,7 % plochy vinic. Od roku 1985 je povoleno pět klonů : PO-27/5, VP-20/9, PO-90/12, VP-23/9 a PO-89/12. Udržovateli odrůdy v ČR jsou Ampelos-Šlechtitelská stanice vinařská Znojmo, Ing. Alois Tománek, Ing. Miloš Michlovský, Šlechtitelská stanice vinařská Polešovice a ŠSV Velké Pavlovice.

## Název
Název odrůdy je odvozen od německého podstatného jména „Verrieselung“, v překladu „sprchávání“, toto slovo vychází ze slovesa „rieseln“. Občas se setkáváme se zvláštním označením „Klingelberger“, tento název je odvozen od slova „Klingelberg“ (Zvonová hora), což je staré označení pro nejvyšší část parcely Schlossberg, nacházející se v obci Ortenberg, oblast Ortenau v německém Bádensku, která je pověstná kvalitou svých ryzlinků.
Další, lokálně používaná synonyma odrůdy Ryzlink rýnský jsou : Рислинг, Рислинг рейнский, Белый Рислинг, Рейнрислинг, Рислинок (vše Rusko), Beregi Riesling, Beyaz Riesling, Biela Disuca Grasiva, B. Grasevina, Dinca Grasiva Biela, Edelriesling, Edle Gewuerztraube, Feher Rajnai, Gentil Aromatique, Gentile Aromatique, Gewürzriesling, Gewürztraube, Graefenberger, Graševina (Chorvatsko), G. Rajnska, Grauer Riesling, Grobriesling, Hochheimer, Johannesberger, Johannisberg, Johannisberger, J. Weisser, J. Riesling, Karbacher, K. Riesling, Kastellberger, Kis Rizling, Kleigelberger, Kleiner Riesling, Kleinriesler, Kleinriesling, Klingelberger (Ortenau, Baden), Krauses, K. Roessling, Lipka, Mosel Riesling (Kanada), Niederlaender, Oberkircher, Oberlaender, Petit Rhin, P. Riesling, Petracine (Francie), Pfaelzer, Pfefferl, Piros Rajnai Rizling, Pussilla, Raisin Du Rhin, Rajinski Rizling, Rajnai Rizling (Itálie), Rajnai Rizling Feher (Maďarsko), Rajnski Ruzling, Rano, Reichsriesling, Reissler, Remo, Rendu, Reno (Itálie), Renski Rizling, Rezlik, Rezlin, Rezling, Rezlink, Rhein Riesling, Rheingauer, Rheinriesling (Rakousko, Německo), Rhiesling, Riesler, Riesling ..…Bianco, Blanc, De Rhin, Echter Weisser, Edler, Gelb Mosel E43, Giallo, Grosso, Gruener Mosel, Mosel, Rajnski R2 a VCR 3 (Chorvatsko), Reinskii, Renano (Itálie, Španělsko), Rhenan (Španělsko), Rhine (Kypr), Weisser, White ….., Rieslinger, Rieslingtraube, Rislinenok, Rislinok, Rizling Linner, R. Rajinski, R. Rajnai, R. Rajnski, R. Reinskii, R. Rynsky, Roessling, Roháč, Rossling, Rosslinger, Ruessel, Ruessling, Russel, Ryn-Riesling, Ryňák, Starosvětské, Starovetski (Slovinsko), Szagos Rizling (Maďarsko), Szuerke Rizling, Uva Pussila, Vörös Rizling (Maďarsko), Weisser Kleiner Riesling, White Riesling (Kanada).

## Mutace a klony odrůdy
Mutací odrůdy Ryzlink rýnský je odrůda Ryzlink červený (Riesling Rot), velmi vzácně pěstovaná i v České republice a dále dvě takřka vymizelé odrůdy Riesling Blau a Riesling Schwarzblauer. V Německu a ve Francii je registrován též tetraploidní klon odrůdy, zapsaný v katalogu odrůd VIVC jako samostatná odrůda.

## Kříženci odrůdy
Ryzlink rýnský je pro svou nespornou kvalitu velmi oblíbeným partnerem při šlechtění bezpočtu nových odrůd. Jako mateřská odrůda je základem takových odrůd, jako například Ehrenfelser, Johanniter, Manzoni Bianco, Müller Thurgau, Rieslina atd.
Otcovskou odrůdou, tedy opylovačem, byl například při šlechtění odrůd Aurelius, Kerner, Misket Varnenski, Rieslaner, Scheurebe atd.
Při komplexním šlechtění se podílel též například na odrůdách Albalonga, Bacchus, Breidecker, Goldriesling, Merzling, Perlriesling, Primera, Ruling, Arnsburger atd.

## Pěstování
Plodnost dřeva je 87 %, průměrný počet hroznů na výhon 1,2–1,6 (2). Při jednostranném přehnojení dusíkem a draslíkem trpí často fyziologickým vadnutím třapiny. Proti poškození zimními i jarními mrazy je odrůda mírně nadprůměrně odolná, až do −23 °C. Opadavost květů, tedy sprchávání, které dalo odrůdě název, se dnes se řeší selekcí neopadavých klonů. Podnože se používají především SO-4, T 5C, 125 AA. Podnož K 5BB pouze pro málo výživné, vlhčí půdy, velké tvary a ekologické vinohradnictví. V žádném případě nevysazovat na bujných podnožích při intenzivním hnojení do dobrých půd, neboť sprchává. Používá se vysoké i střední vedení s dlouhým řezem na tažně, zatížení 8 až 12 oček na m². Hodí se však i na velké kordónové tvary s řezem na střídavé čípky a dlouhá kordónová ramena, v dostatečně vlhkých půdách. Výnos je pravidelný, středně vysoký, 8–11 t/ha, cukernatost bývá 16 až 20 °NM, obsah kyselin 10 až 14 g/l.

### Fenologie
Vegetační cyklus odrůdy trvá 148–160 dní při sumě aktivních teplot
(SAT) 2896 °C. Doba rašení oček je středně pozdní (ve 3. dekádě dubna), kvete ve druhé dekádě června. Zaměkání bobulí začíná ve 3. dekádě srpna, sklizňová zralost u nás v polovině až koncem října.

### Choroby a škůdci

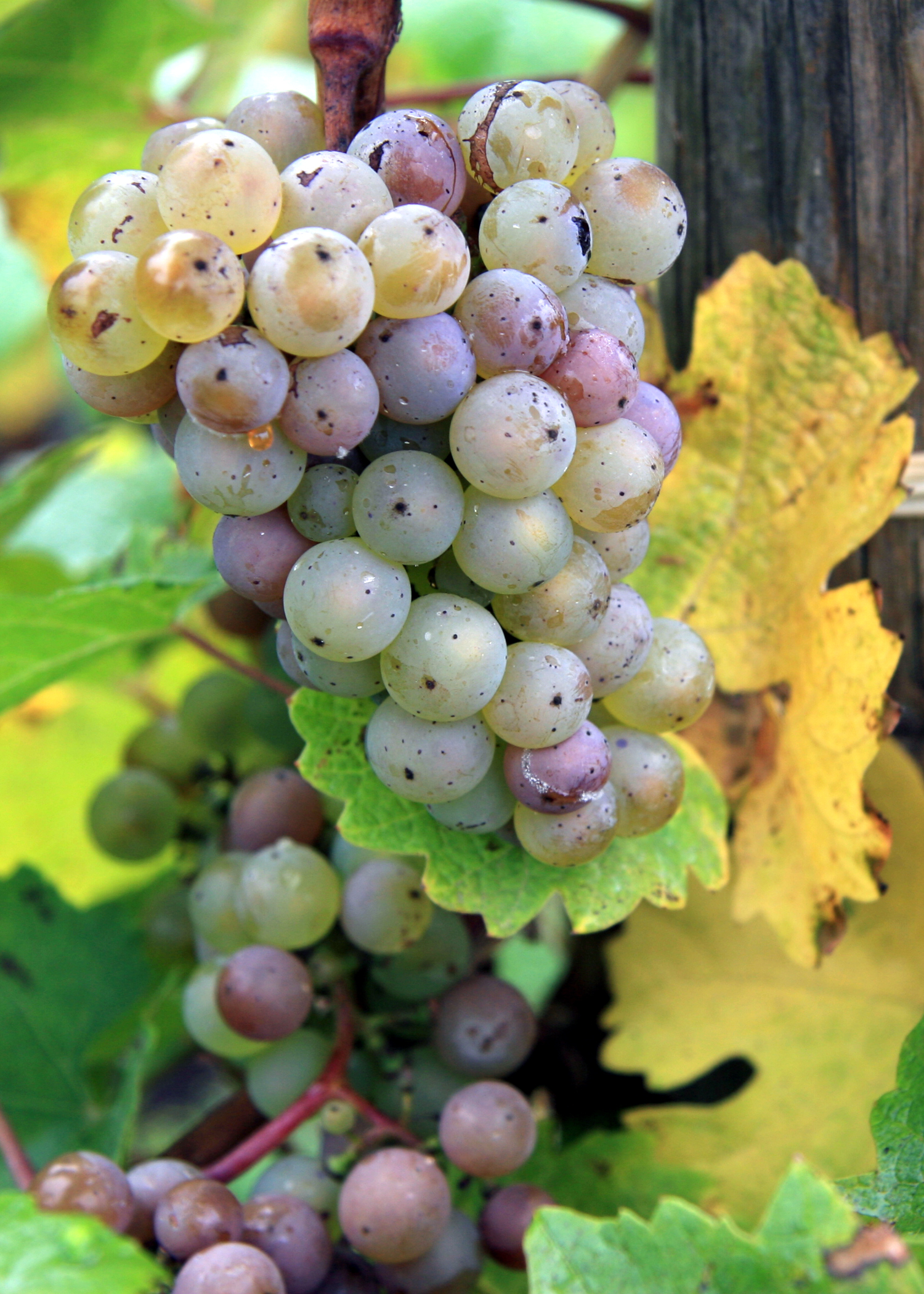
Hrozen Ryzlinku rýnského, napadený botrytidou

Plíseň šedá (Botrytis cinerea) napadá bobule většinou až při přezrávání, ale třapina bývá napadána častěji, vyskytuje se však i při vlhkém počasí v době zrání. Odolnost proti plísni révové (Plasmopara viticola) a černé skvrnitosti (Phomopsis viticola) je střední, odrůda je napadána spíše padlím révovým (Uncinula necator). Vyskytují se více svinutka, roncet, lemování žilek (grapevine veinbanding) a mělnická mozaika (grapevine Melnik mosaic). Odrůda je vyhledávána obaleči.

### Poloha a půdy
Odrůda je vhodná k pěstování v chladnějších oblastech, ale vyžaduje ty nejlepší polohy jižně exponovaných, slunečných svahů do 220 m n. m. Na půdy tak vysoké nároky nemá, ale nesnáší vyšší obsah vápníku a velmi těžké, studené, jílovité půdy. Dobře využívá půdy na kamenitých svazích, daří se jí i na skalnatých, suchých svazích. Sucho snáší dobře. Zejména v polohách, kde se vytváří podzimní mlhy, bývá ryzlink napaden ušlechtilou plísní Botrytis cinerea. Hrozny bývají sklízeny zpravidla později, koncem října až začátkem listopadu, v příhodných podmínkách se sklízí i později pro výrobu ledových vín.

## Víno

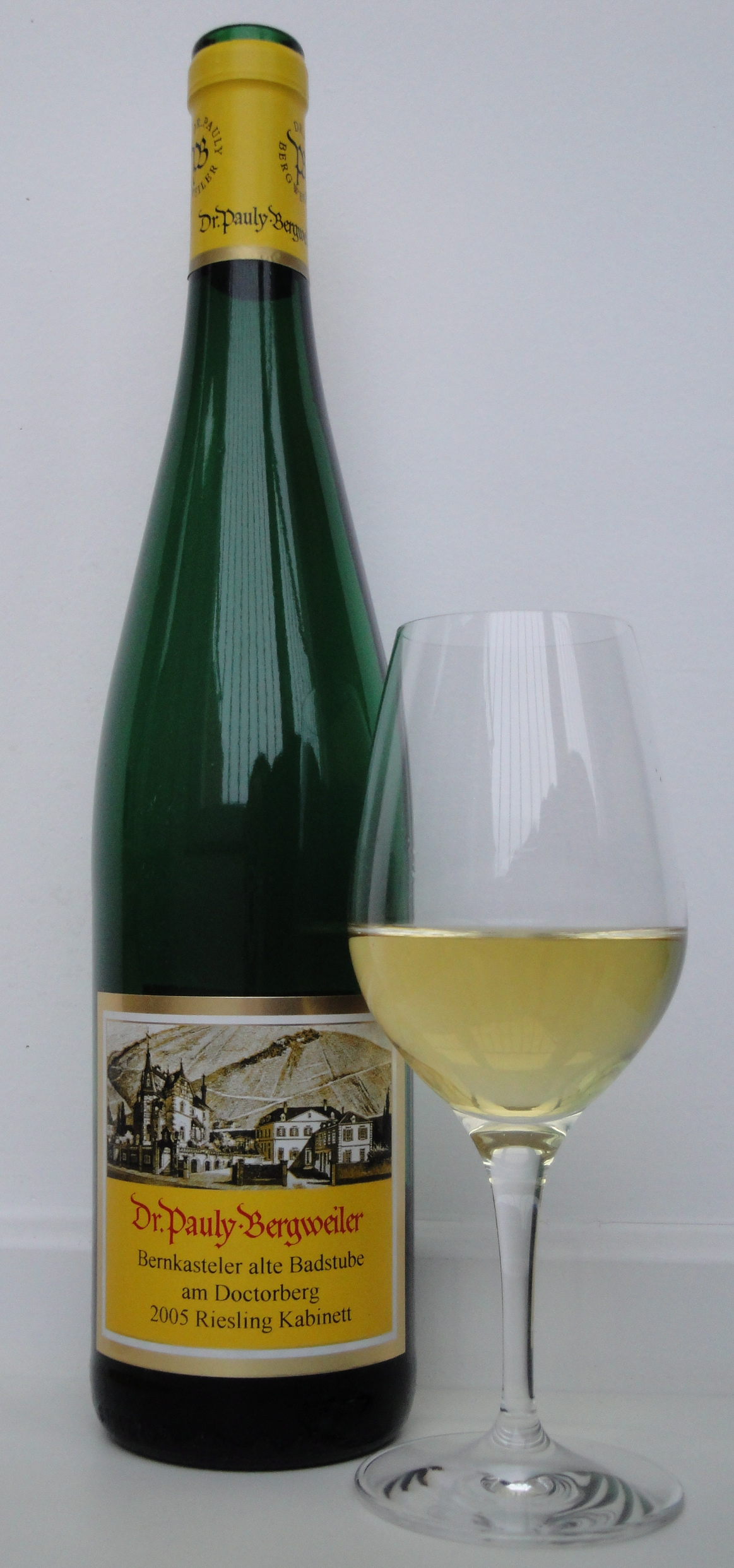
Láhev moselského ryzlinku Pauly-Bergweiler 2005 se sklenkou vína

RR je předurčený k výrobě kvalitních odrůdových vín, nesoucích jasný odraz „terroir“. Předpokladem je vynikající zdravotní stav hroznů a aromatická zralost. Mošt se nechá spontánně prokvasit při 18–22 °C, vína ze spontánního kvašení mají pomalejší vývoj chuťových a aromatických látek, ale poskytují vysokou kvalitu extraktu, chuti a vůně. U vyšších přívlastků je možno použít technologii s využitím čistého kmene kvasinek a kvašení při běžných teplotách. Důležitá je práce se zbytkovým cukrem, aby se předešlo vysokému obsahu alkoholu a byla dosažena harmonie chutě a vůně. V chuti vín RR hraje velkou roli kyselina a její zralost. Nejtypičtěji se „ryzlinkový fenomén“ projevuje ve zralých, suchých, kabinetních vínech. Ve vyšších stupních přívlastkových vín je postupně onen fenomén překrýván narůstajícím tělem vína, případně tóny zralosti pocházejícími z napadení ušlechtilou plísní. Taková vína jsou jistě neméně zajímavá a přinášejí jiný druh požitku.
Typická vína RR jsou světle zelenožlutá, s přibývající zralostí se objevují zlatavé odstíny, u výběrů z bobulí až jantarové tóny. Široká škála vůní podle půdního typu a ročníku, po ovocných plodech, ale i kořenité, minerální zemité i kouřové, květinové, typická vůně je po lipovém květu, může být i muškátová, broskvová nebo jako luční květy, z příliš horkých lokalit může zavánět petrolejem a kerosinem, to když je většina bobulí vlivem slunce hnědavě zbarvena. Chuť přechází od ocelové kyseliny v nezralých ročnících přes příjemně peprně kořenitě říznou až po svěže zralou, která je nezbytnou součástí velkých vín výborných ročníků a současně oporou tvorby buketu a chuťových látek lahvové zralosti. Ve vůni a chuti můžeme hledat broskev, zelené i žluté jablko, pomeranč, citronovou kůru, kdouli a u měkčích vín i meruňku nebo ananas, ale i med, marcipán, mandle a hrozinky, minerály, květ mučenky, lipový květ. Chuť je zvýrazněna pikantní kyselinkou, někdy i vyššími a delikátními aromatickými látkami, jež zaujmou nevtíravým a přece dlouho trvajícím vjemem.
Odrůda je považována za nejkvalitnější odrůdu severních vinohradnických oblastí, má vyšší nároky na polohu. O vínu RR se říká, že je to víno králů a král vín. Víno dosahuje vynikající jakosti, pokud jsou hrozny sklizeny koncem října až začátkem listopadu, protože se aromatické látky vyvíjí především při střídání nižších nočních teplot se slunečnými dny. Poskytuje ve všech jakostních stupních vína s přívlastkem, především však kabinet a pozdní sběr. Výběr z hroznů a výběr z bobulí dává jen v nejlepších letech a při cílené agrotechnice, ale lze se setkat i s víny ledovými. Vhodnost vín RR k dlouhodobé archivaci je známá. Ležením v láhvi vína dosahují špičkové zralosti, mohou se však objevit postupně intenzívnější tóny petrolejové.

### Stolování
Jakostní vína RR jsou vhodná k tučnějším masitým pokrmům a uzenému, k lehké úpravě ryb a drůbeže. Sladké výběry jsou vhodné k dezertům, kabinety ke studeným předkrmům a telecímu masu, pozdní sběry k pstruhům a rybám v různých úpravách.